# Henri Sensine
Henri Sensine, né à Bordeaux le 19 novembre 1854 et mort le 2 juin 1937, était un écrivain et grammairien français.

## Biographie
Après avoir combattu pendant la guerre de 1870, il fut pendant une dizaine d'années le secrétaire d'Élisée Reclus. Il s'installa en Suisse, à Lausanne, vers 1885, où il enseigna dans les pensionnats. Il s'impliqua dans la communauté française du Canton de Vaud, notamment pendant la Première Guerre mondiale, et reçut la Légion d'honneur. Henri Sensine collabore aussi régulièrement aux quotidiens vaudois.
Décédé en 1937, il légua sa bibliothèque de près de 2 500 ouvrages, à la Bibliothèque cantonale et universitaire de Lausanne.
Il est l'auteur d'ouvrages de grammaire et de cours de langue française, ainsi que de nombreux articles, et d'une Chrestomathie, vaste anthologie de poésie francophone.

## Sources
- « Henri Sensine », sur la base de données des personnalités vaudoises sur la plateforme « Patrinum » de la Bibliothèque cantonale et universitaire de Lausanne.
- Dossier ATS/ACV
- Feuille d'avis de Lausanne 1934/11/19
- Tribune de Lausanne 1929/11/19